# Вардан Ханасорі
Вардан Ханасорі (Саркіс Меграбян, вірм. Սարգիս Մեհրաբյան , 1870, с. Цахкашен, Єлизаветпольська губернія — 1943, Єреван) — видатний діяч вірменського національно-визвольного руху; один з найбільш відомих партизанських командирів партії «Дашнакцутюн».

## Біографія
Стояв біля витоків створення партії. У 1890-ті роки один з керівників партійної діяльності в Іранському Азербайджані, де організовував перекидання людей і зброї для партизанської війни в Османській імперії. «Вардан» був його партійним псевдонімом.
Під час вірменської різанини влітку 1896 року — керівник самооборони у селищі Шатах, потім учасник самооборони Вана.
У наступному році прославився як керівник Ханасорського походу. Похід фактично був операцією з покарання курдського вождя Шаріф-Бека, командира іррегулярної турецької кінноти «Хамідіє», у 1895 році зі своїм загоном знищила партизанські групи дашнаків. 24 липня 1897 року Вардан на чолі 253-х фідаїнів перейшов ірано-турецький кордон, спустився до Ханасорської долини, де розташовувалася ставка Шаріф-Бека, і наступного дня після 12-годинного бою повністю знищив людей Шаріф-Бека, а також турецького капітана, що гостював у них (сам Шаріф-Бек втік у жіночому одязі, бо Вардан заборонив вбивати жінок і дітей). Вардан втратив 20 чоловік убитими. За цей бій він отримав почесне прізвисько «Ханасорі» («Ханасорський»).
Влітку 1905 року у зв'язку з початком вірмено-татарської різанини, Вардан відкликаний на батьківщину до Нагірного Карабаху, де очолив вірменську самооборону в області.
Після початку Першої світової війни завдяки оголошеній у Росії амністії вступає до російської армії, очоливши одну з добровольчих дружин, а з 1915 року очолює Араратський загін вірменських добровольців на Кавказькому фронті, на чолі якого звільнив Ван в травні місяці.
Незважаючи на встановлення радянської влади, залишився у Вірменії. Помер у 1943 році. Його син, який одружився з дочкою Арама Манукяна, загинув на фронті під час Другої світової війни.